# Канакаредес, Мелина
Мелина Элени Канакаредес (англ. Melina Eleni Kanakaredes; род. 23 апреля 1967, Акрон, Огайо) — американская актриса, в основном снимающаяся в телесериалах. Наиболее известна по ролям доктора Сидни Хансен в сериале «Провиденс» и детектива Стеллы Бонасеры в сериале «C.S.I.: Место преступления Нью-Йорк».

## Биография
Мелина Канакаредес родилась в семье американских греков, она американка во втором поколении, при этом свободно говорит по-гречески. Её отец работал страховым агентом, затем стал владельцем кондитерской, мать — домохозяйка. Мелина — младшая из трёх сестёр. В раннем возрасте она увлеклась мюзиклами, в восемь лет дебютировала в постановке «Приключений Тома Сойера» на сцене местного общественного театра. В 1985 году Канакаредес окончила старшую школу Файрстоун в Акроне, после чего недолго изучала музыку, танцы и театральное искусство в Университете штата Огайо, позже перевелась в колледж Пойнт-Парк в Питтсбурге. Во время учёбы снималась в рекламе и участвовала в сценических постановках.
В 1989 году Канакаредес окончила колледж, получив диплом бакалавра театральных искусств, и переехала в Нью-Йорк, где стала играть в театре. В 1991 году Мелина стала сниматься в старейшей американской мыльной опере «Путеводный свет», до своего ухода из телесериала в 1995 году она была дважды номинирована на дневную премию "Эмми в номинациях «лучшая молодая актриса» и «лучшая актриса второго плана». В 1992 году Мелина вышла замуж за кулинара Питера Константинадеса, с которым познакомилась в Университете Огайо.
В период с 1995 по 1998 годы Канакаредес играла эпизодические роли в сериалах «Строго на юг», «Полиция Нью-Йорка», «Тюрьма Оз», «Практика», «Покидая Лос-Анджелес», в 1996 году сыграла небольшую роль в фильме «Долгий поцелуй на ночь» с Джиной Дэвис и Сэмюэлем Л. Джексоном в главных ролях.
Пять сезонов, с 1999 по 2002 годы Канакаредес была ведущей актрисой драматического телесериала «Провиденс». Она играла роль пластического хирурга Сидни Хансен, уставшей от богатой жизни в Беверли-Хиллз и вернувшейся к семье в родной город Провиденс. В 2000 году у Мелины родилась дочь Зои. В 2001 году она снялась в фильме «15 минут славы» в роли девушки героя Роберта Де Ниро, также была одной из претенденток на главную роль в нашумевшей комедии «Моя большая греческая свадьба» (2002), но вынуждена была от неё отказаться из-за второй беременности. В 2003 году у Канакаредес родилась вторая дочь, Карина Элени. В 2004—2010 годах Мелина играла одну из главных ролей, детектива Стеллы Бонасеры, в телесериале «C.S.I.: Место преступления Нью-Йорк», рассказывающем о работе криминалистов в Нью-Йорке.

## Фильмография
| Год       |    | Русское название                    | Оригинальное название                              | Роль                      |
| --------- | -- | ----------------------------------- | -------------------------------------------------- | ------------------------- |
| 1987      | ф  | —                                   | Carts                                              | н/д                       |
| 1992—1995 | с  | Направляющий свет                   | Guiding Light                                      | Элени Андрос Купер        |
| 1994      | ф  | Кровоточащие сердца                 | Bleeding Hearts                                    | Дафна                     |
| 1995      | с  | Строго на юг                        | Due South                                          | Виктория Меткалф          |
| 1995      | с  | Полиция Нью-Йорка                   | NYPD Blue                                          | Бенита Олден              |
| 1995      | с  | Новости Нью-Йорка                   | New York News                                      | Анджела Вилланова         |
| 1996      | ф  | Долгий поцелуй на ночь              | The Long Kiss Goodnight                            | Трин                      |
| 1997      | с  | Покидая Лос-Анджелес                | Leaving L.A.                                       | Либби Галанте             |
| 1997      | с  | Практика                            | The Practice                                       | Андреа Уэкслер            |
| 1998      | ф  | Честная куртизанка                  | Dangerous Beauty                                   | Ливия                     |
| 1998      | с  | Тюрьма Оз                           | Oz                                                 | Мэрилин Креншоу           |
| 1998      | ф  | Шулера                              | Rounders                                           | Барбара                   |
| 1998      | тф | Возможно святой                     | Saint Maybe                                        | Рита                      |
| 1999—2002 | с  | Провиденс                           | Providence                                         | доктор Сидни Хансен       |
| 2001      | ф  | 15 минут славы                      | 15 Minutes                                         | Николетт Карас            |
| 2004—2010 | с  | C.S.I.: Место преступления Нью-Йорк | CSI: NY                                            | Стелла Бонасера           |
| 2004      | с  | C.S.I.: Место преступления Майами   | CSI: Miami                                         | Стелла Бонасера           |
| 2005      | тф | В огне                              | Into the Fire                                      | Катрина / Сабрина Хэмптон |
| 2008      | ки | —                                   | CSI: NY                                            | Стелла Бонасера           |
| 2010      | ф  | Перси Джексон и Похититель молний   | Percy Jackson & the Olympians: The Lightning Thief | Афина                     |
| 2013      | ф  | Стукач                              | Snitch                                             | Сильви Коллинз            |
| 2015      | с  | Гавайи 5.0                          | Hawaii Five-0                                      | Кэти Миллвуд              |
| 2015      | с  | Род человеческий                    | Extant                                             | Дороти Рихтер             |
| 2016      | с  | Дурная слава                        | Notorious                                          | Дана Хартман              |
| 2018—2019 | с  | Ординатор                           | The Resident                                       | доктор Лейн Хантер        |
| 2020      | мс | Кровь Зевса                         | Blood of Zeus                                      | Ариана                    |

## Награды и номинации
| Год  | Премия                | Категория                                                     | Работа            | Результат |
| ---- | --------------------- | ------------------------------------------------------------- | ----------------- | --------- |
| 1994 | Дневная премия «Эмми» | Лучшая молодая актриса в драматическом телесериале            | Направляющий свет | Номинация |
| 1995 | Дневная премия «Эмми» | Лучшая женская роль второго плана в драматическом телесериале | Направляющий свет | Номинация |